# NGC 1640
NGC 1640 ist eine Balken-Spiralgalaxie vom Hubble-Typ SBab im Sternbild Eridanus am Südsternhimmel. Sie ist schätzungsweise 66 Millionen Lichtjahre von der Milchstraße entfernt und hat einen Durchmesser von etwa 55.000 Lichtjahren. 
Die Typ-Iac-Supernova SN 1990aj wurde hier beobachtet.
Das Objekt wurde am 11. Dezember 1885 von Ormond Stone mit einem 26-Zoll-Refraktor entdeckt.